# 韓綬
韓綬，字印錫，陝西涇陽縣人，清朝政治人物、進士。
早年師從霍樹清、馬學賜、馬啓泰、周道隆、宋澍。順天府鄉試一百三十九名。道光十五年，會試第二百五十二名，殿試第二甲第九十三名，登進士。授刑部主事。后官至刑部员外郎，著有《仰斗堂荇漪先生遗草》。